# タイリーク・ジョージ
- ティリク・ジョージ

タイリーク・アーロン・デラリ・ユスフ・ジョージ（Tyrique Aaron Delali Yusuff George, 2006年2月4日 - ）は、イングランドのロンドン出身のプロサッカー選手。プレミアリーグのチェルシーFC所属。ポジションはミッドフィールダー。

## 経歴
2014年に8歳でチェルシーFCのユースアカデミーに加入。
2023年4月22日、U-18のクリスタル・パレスFC戦で35ヤードのシュートを成功させた。
2024年4月15日のエヴァートンFC戦にてトップチームの試合に初めてベンチ入りした。6月17日、チェルシーと2027年までの契約延長に合意した。

## 代表歴
2021年から世代別のイングランド代表に選出されている。また、ナイジェリアの代表資格も持つ。